# Lidija Litvjak
Lidija Vladimirovna Litvjak (Russisch: Лидия Владимировна Литвяк) (Moskou, 18 augustus 1921 - Stalingrad, 1 augustus 1943) was een Sovjetgevechtspilote tijdens de Tweede Wereldoorlog.

## Biografie
Litvjak raakte al geïnteresseerd in de luchtvaart op jonge leeftijd. Op haar 14e schreef ze zich in bij een vliegclub. Later is ze afgestudeerd aan de militaire vliegschool van Cherson. Zij werd een vlieginstructeur bij de Kalinin vliegclub.
Na een Duitse aanval op de Sovjet-Unie in juni 1941, probeerde ze zich bij een militaire luchtmacht-eenheid aan te sluiten, maar werd afgewezen bij gebrek aan ervaring. Na het bewust overdrijven van haar vooroorlogse vliegtijd (100 uur) werd ze alsnog aangenomen en ging ze bij het 586e gevechtseenheid van de luchtmacht van de Sovjet-Unie. Deze werd gevormd door Marina Raskova. Daar werd ze getraind om met de Jakovlev Jak-1 te vliegen.
Lidija vocht bij verschillende Sovjeteenheden en was zeer succesvol tegen de Duitsers tijdens de Tweede Wereldoorlog. Litvjak was bevriend met Jekaterina Boedanova, zij waren met 14 en 11 kills (betwist) de twee meest succesvolle vrouwelijke piloten aller tijden.
Op 1 augustus 1943, kwam Lidija niet meer terug naar haar basis Chroestalny in de Donbass. Ze is nooit meer terug gevonden. Er is veel te doen geweest om haar dood. Sommige mensen dachten dat ze gevangengenomen was.
Ze werd de "Witte Lelie van Stalingrad" genoemd in de Sovjet-persberichten en kreeg vele onderscheidingen waaronder Held van de Sovjet-Unie.

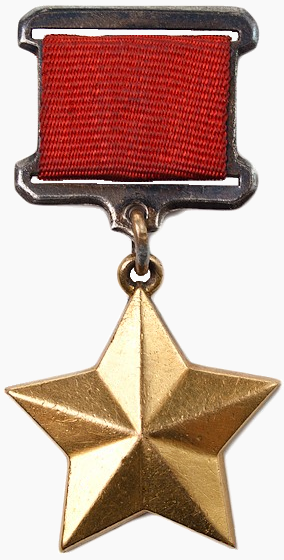
Held van de Sovjet-Unie

## Onderscheidingen
- Held van de Sovjet-Unie (nr. 11616) op 5 mei 1990[2][3]
- Orde van de Rode Banier op 17 februari 1943
- Orde van de Rode Ster
- Orde van de Vaderlandse Oorlog, 1e klasse